# Andrea Bianchi (director)
Andrea Bianchi (Roma, 30 de marzo de 1923 - Niza, 14 de noviembre de 2013) fue un director de cine italiano. Ha aparecido acreditado en ocasiones con el pseudónimo de Andrew White.

## Trayectoria en el cine
Bianchi fue un director dedicado al cine de género que se mantuvo muy activo durante las décadas de 1970 y 1980. 
Bianchi dirigió en Diabólica malicia (1972) a un reparto internacional que incluyó a Britt Ekland, Mark Lester, 
Hardy Krüger, Lilli Palmer, Harry Andrews y Conchita Montes. Bianchi 
firmó como Andrew White, un pseudónimo al que volvería a recurrir posteriormente en otras de sus películas. 
Aquel mismo año, Andrea Bianchi sustituyó al británico John Hough en la realización de una versión de La isla del tesoro producida en Europa, en la que el papel de Long John Silver corrió a cargo de Orson Welles. En Nude per l'assassino (1975) dirige a la estrella del cine italiano Edwige Fenech; seguirían comedias a la italiana, thrillers o cine de terror. 
A mediados de los años 80 trabaja en el ámbito del cine pornográfico, aunque vuelve a abordar otros géneros, como en el drama Io Gilda, protagonizado por Pamela Prati.

## Filmografía
- Diabólica malicia (La tua presenza nuda!) (1972) (dirigida por Bianchi y James Kelley; Bianchi aparece acreditado como Andrew White)
- La isla del tesoro (1972) (comenzada por John Hough; Bianchi le sustituyó y aparece acreditado como Andrew White)
- Quelli che contano (1974)
- Basta con la guerra... facciamo l'amore (1974)
- Nude per l'assassino (1975)
- La moglie di mio padre (1976)
- Cara dolce nipote (1977)
- La moglie siciliana (1978)
- Malabimba (1979) (como Andrew White)
- The Erotic Dreams of a Lady (1980)
- Le notti del terrore (1981)
- Piège pour une femme seule (1982)
- Altri desideri particolari (1983)
- Giochi carnali (1983)
- Morbosamente vostra (1985) (como Andrew White)
- Dolce pelle di Angela (1986)
- Maniac Killer (1987)
- Incontri in case private (1988) (como Andrew White)
- Racconti di donne (1988) (como Andrew White)
- Commando Mengele (1988) (como A. Frank Drew White)
- Massacre (1989)
- Io Gilda (1989)
- Qualcosa in più (1990) (como Andrew White)
- Gioco di seduzione (1990)
- Bambola di carne (1991) (como Andrew White)
- Formula 3 - I ragazzi dell'autodromo (1993)